# Ropsley
Ropsley är en by i civil parish Ropsley and Humby, i distriktet South Kesteven, i grevskapet  Lincolnshire, i England. Byn är belägen 36,7 km från Lincoln. Orten har 635 invånare (2016). Ropsley var en civil parish fram till 1931 när blev den en del av Ropsley and Humby. Civil parish hade 519 invånare år 1921. Byn nämndes i Domedagsboken (Domesday Book) år 1086, och kallades då Ripeslai/Ropeslai.